# Bảo Lộc
Bảo Lộc (tên cũ: B'Lao theo tiếng của người Cơ Ho) là một thành phố cũ trực thuộc tỉnh Lâm Đồng, vùng Tây Nguyên, Việt Nam.
Hiện nay, thành phố Bảo Lộc không phải là tỉnh lỵ của tỉnh Lâm Đồng, mà tỉnh lỵ là thành phố Đà Lạt. Thành phố Bảo Lộc có độ cao trung bình là 800m so với mực nước biển và nằm trọn trên cao nguyên Di Linh.
Bảo Lộc nằm ở phía Tây Nam tỉnh Lâm Đồng, là thành phố lớn thứ năm vùng Tây Nguyên. Thành phố có thế mạnh về ngành công nghiệp sản xuất trà do nằm ở độ cao thích hợp trồng trà. Ngoài ra Bảo Lộc cũng được mệnh danh là mảnh đất trù phú và là thủ phủ của ngành tơ lụa Việt Nam. Bảo Lộc hiện là đô thị loại III.

## Địa lý

### Vị trí địa lý
Thành phố Bảo Lộc nằm ở phía tây nam tỉnh Lâm Đồng, có vị trí địa lý:
- Phía tây nam giáp huyện Đạ Huoai
- Các phía còn lại giáp huyện Bảo Lâm.

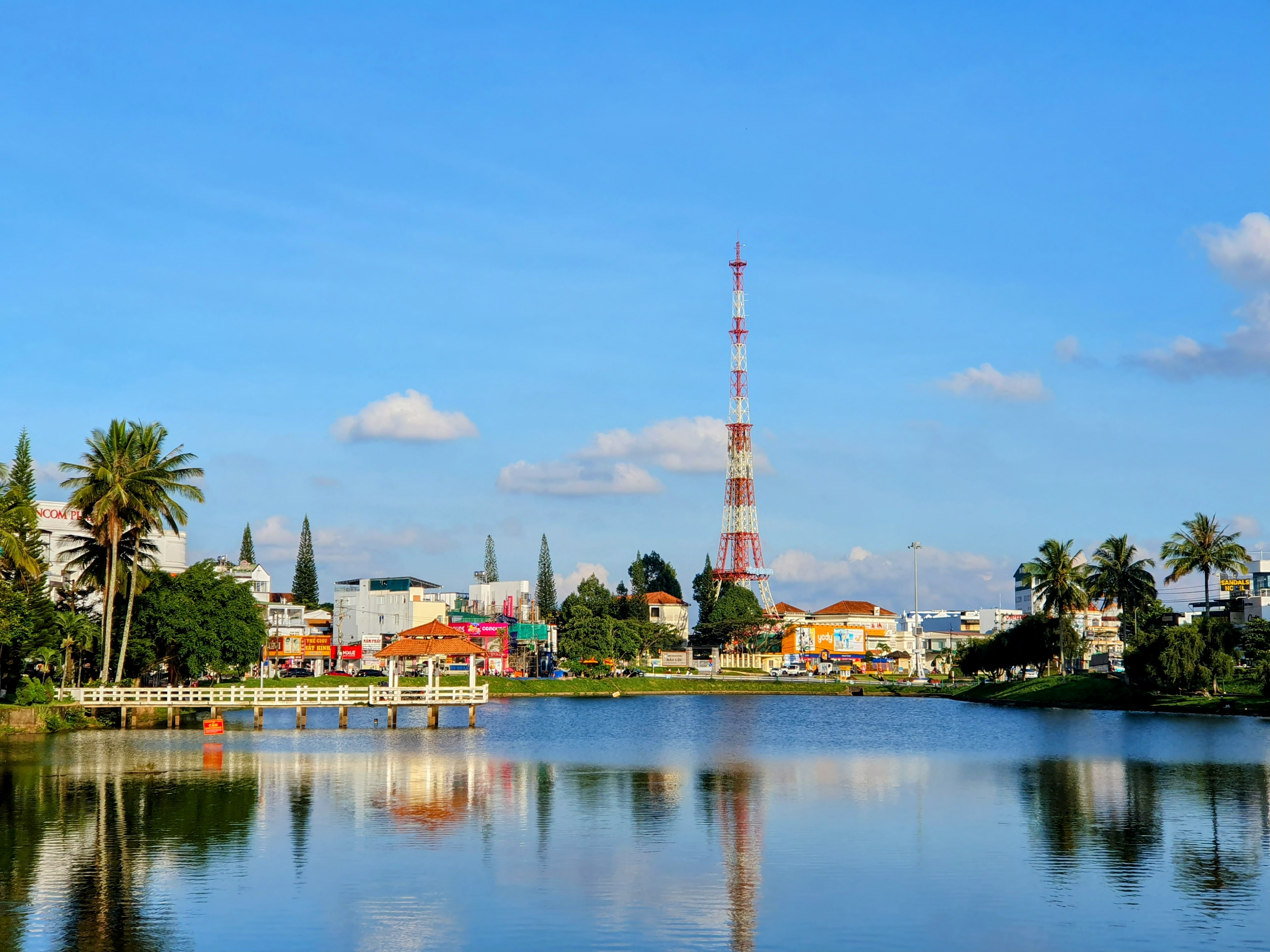
Hồ Đồng Nai ở trung tâm thành phố Bảo Lộc

Thành phố Bảo Lộc có diện tích 233,95 km², dân số năm 2022 là 196.088 người, mật độ dân số đạt 838 người/km².
Thành phố Bảo Lộc có diện tích 23.256 ha, chiếm 2,38% diện tích toàn tỉnh Lâm Đồng.

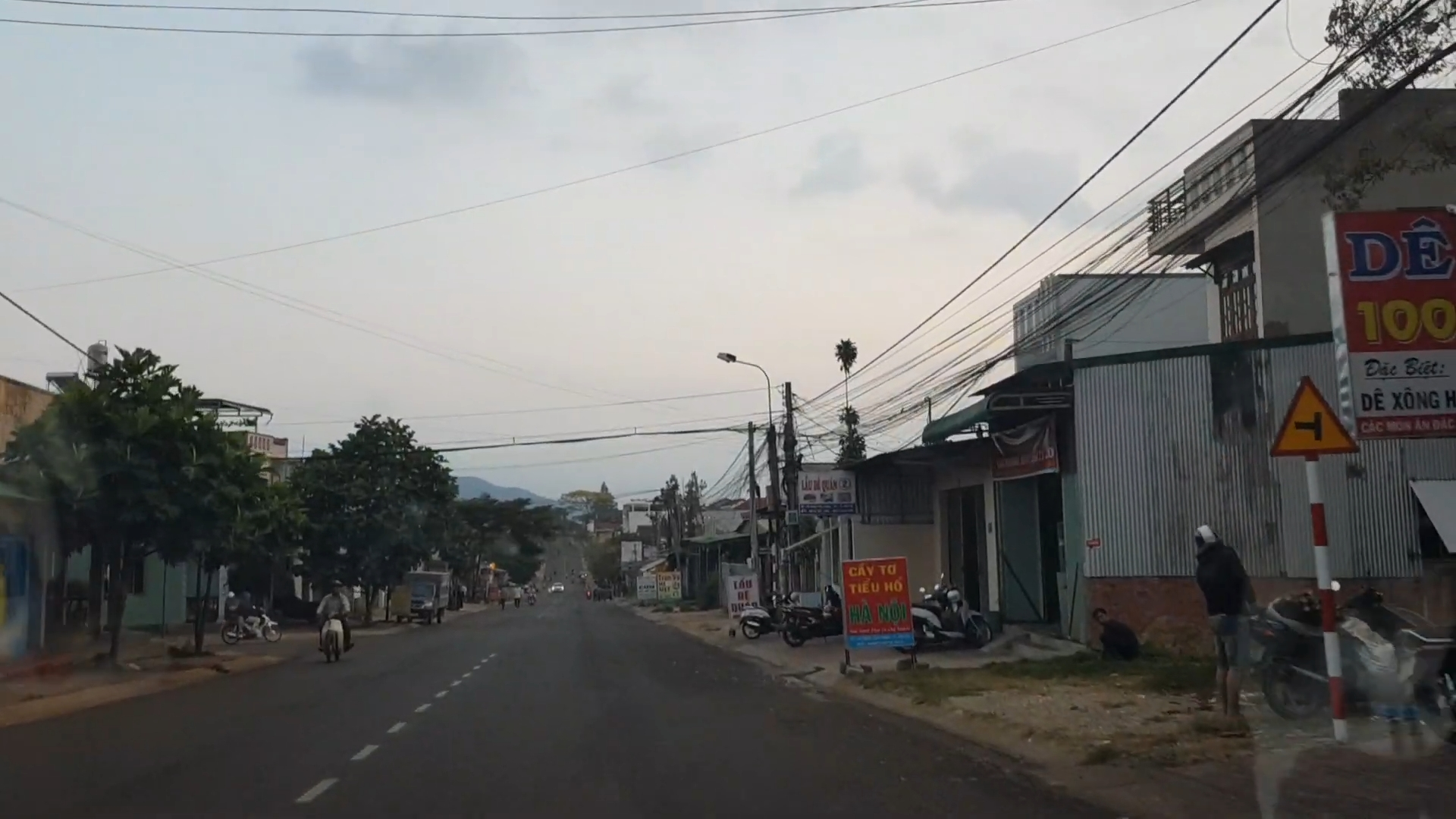
Đường Lý Thái Tổ, hướng vào khu du lịch thác Dambri tại thành phố Bảo Lộc năm 2019

Bảo Lộc nằm trên Quốc lộ 20, nếu tính từ trung tâm thành phố Bảo Lộc thì Bảo Lộc cách trung tâm Thành phố Hồ Chí Minh 193 km đường bộ về hướng Tây Nam theo tuyến quốc lộ 20, trung tâm thành phố cách thành phố Đà Lạt 110 km về hướng Bắc theo tuyến quốc lộ 20, cách Phan Thiết và Dầu Giây mỗi nơi 121 km theo quốc lộ 55 và quốc lộ 20.

### Địa hình
Địa hình thành phố Bảo Lộc gồm 3 dạng chính là núi cao, đồi dốc và thung lũng:
- Núi cao: Tập trung ở khu vực phía Tây Nam, có các ngọn núi cao từ 800 m - 1000 m so với mặt nước biển, có độ dốc lớn và diện tích khoảng 2.500 ha, chiếm 11% tổng diện tích của toàn thành phố
- Đồi dốc: Gồm các khối bazan bị chia cắt, tạo nên các ngọn đồi và các dải đồi dốc có phần đỉnh tương đối bằng phẳng, có độ cao từ 800 đến 850 m. Độ dốc sườn đồi lớn, dễ bị xói mòn, là khu vực sản xuất loạt cây lâu năm như chè, cà phê, dâu,...
- Thung lũng: Tập trung chủ yếu ở xã Lộc Châu và Đại Lào, chiếm 9,2% tổng diện tích của toàn thành phố. Có khu vực đất tương đối bằng phẳng, dễ thích hợp để phát triển loạt cây cà phê, chè và cây ngắn ngày.

### Khí hậu

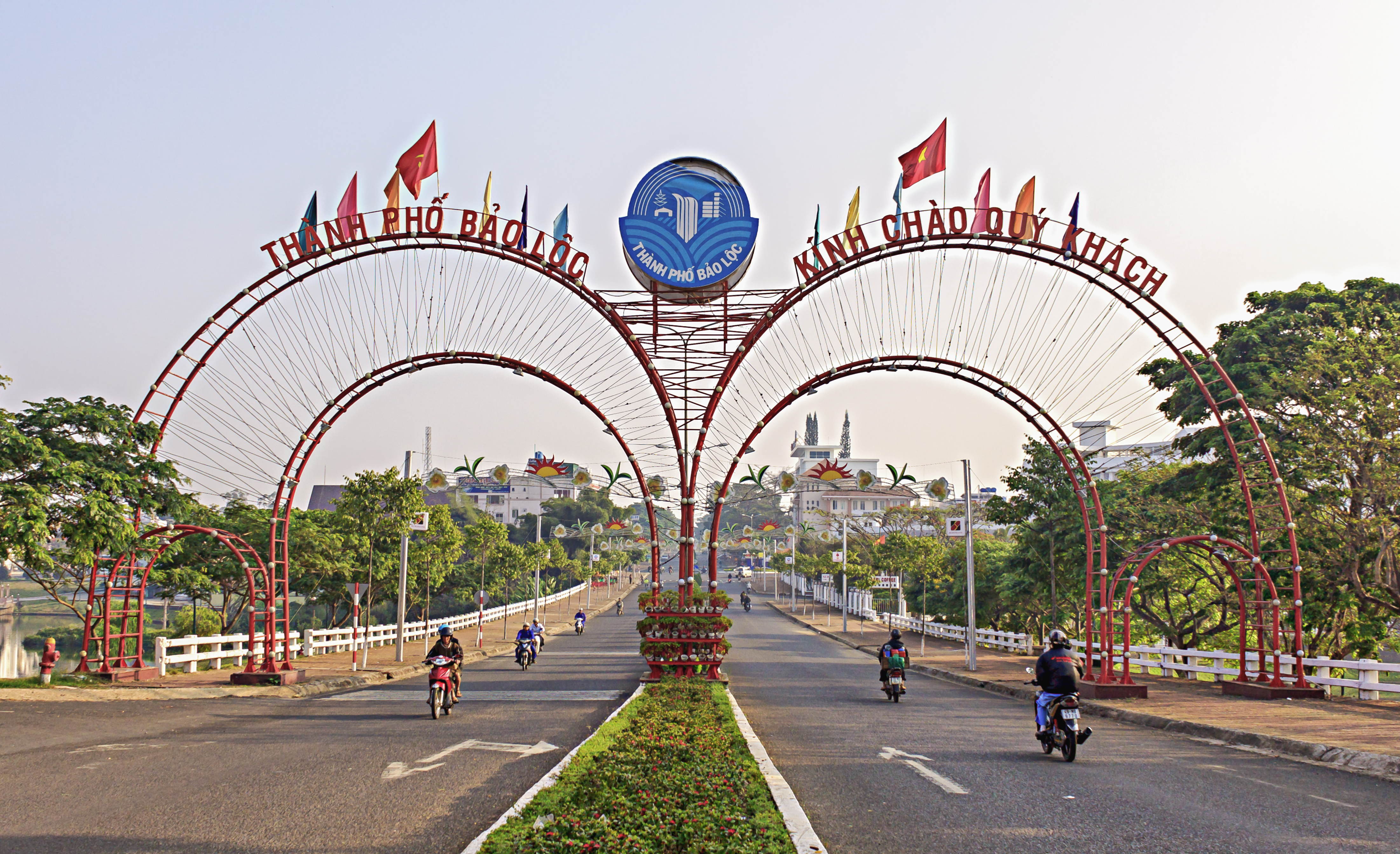
Đại lộ chính dẫn vào thành phố Bảo Lộc

Nằm trong khí hậu nhiệt đới gió mùa nhưng do ở độ cao trên 800 m và tác động của địa hình nên khí hậu Bảo Lộc có nhiều nét độc đáo với những đặc trưng chính như sau:
- Nhiệt độ trung bình cả năm 21 – 22°C, nhiệt độ cao nhất trong năm 27,4°C
- Nhiệt độ thấp nhất trong năm 16,6°C
- Số giờ nắng trung bình 1.680 giờ/năm, bình quân 4,6 giờ/ngày (tháng mùa mưa: 2 – 3 giờ/ngày, các tháng mùa khô: 6 – 7 giờ/ngày), mùa khô nắng nhiều nhưng nhiệt độ trung bình thấp tạo nên nét đặc trưng độc đáo của khí hậu Bảo Lộc
- Mùa mưa từ tháng 4 đến tháng 11, lượng mưa trung bình hàng năm 2.830 mm, số ngày mưa trung bình cả năm 190 ngày, mưa nhiều và mưa tập trung từ tháng 6 đến tháng 9
- Độ ẩm trung bình hàng năm khá cao từ 80-90%
- Gió: gió chủ đạo theo hai hướng chính:
  - Gió Đông Bắc thịnh hành từ tháng 1 đến tháng 4
  - Gió Tây Nam thịnh hành từ tháng 6 đến tháng 9
- Nắng trung bình, độ ẩm không khí cao, nhiều ngày có sương mù, cường độ mưa lớn tạo nên những nét đặc trưng riêng cho vùng đất Bảo Lộc.

| Dữ liệu khí hậu của Bảo Lộc      | Dữ liệu khí hậu của Bảo Lộc | Dữ liệu khí hậu của Bảo Lộc | Dữ liệu khí hậu của Bảo Lộc | Dữ liệu khí hậu của Bảo Lộc | Dữ liệu khí hậu của Bảo Lộc | Dữ liệu khí hậu của Bảo Lộc | Dữ liệu khí hậu của Bảo Lộc | Dữ liệu khí hậu của Bảo Lộc | Dữ liệu khí hậu của Bảo Lộc | Dữ liệu khí hậu của Bảo Lộc | Dữ liệu khí hậu của Bảo Lộc | Dữ liệu khí hậu của Bảo Lộc | Dữ liệu khí hậu của Bảo Lộc |
| Tháng                            | 1                           | 2                           | 3                           | 4                           | 5                           | 6                           | 7                           | 8                           | 9                           | 10                          | 11                          | 12                          | Năm                         |
| -------------------------------- | --------------------------- | --------------------------- | --------------------------- | --------------------------- | --------------------------- | --------------------------- | --------------------------- | --------------------------- | --------------------------- | --------------------------- | --------------------------- | --------------------------- | --------------------------- |
| Lượng mưa trung bình mm (inches) | 36 (1.4)                    | 41 (1.6)                    | 100 (3.9)                   | 165 (6.5)                   | 233 (9.2)                   | 275 (10.8)                  | 400 (15.7)                  | 400 (15.7)                  | 370 (14.6)                  | 300 (11.8)                  | 135 (5.3)                   | 80 (3.1)                    | 2.535 (99.6)                |
| Số ngày mưa trung bình           | 2                           | 2                           | 5                           | 11                          | 16                          | 20                          | 21                          | 21                          | 21                          | 18                          | 14                          | 8                           | 159                         |
| [ cần dẫn nguồn ]                |                             |                             |                             |                             |                             |                             |                             |                             |                             |                             |                             |                             |                             |

### Thủy văn
Hệ thống thủy văn bao gồm có ba hệ thống:
- Hệ thống sông DaR’Nga: Phân bố ở phía Đông thành phố Bảo Lộc, là ranh giới giữa thành phố và huyện Bảo Lâm, các phụ lưu lớn của sông DaR’Nga trong thành phố Bảo Lộc gồm có: suối DaSre Drong, suối DaM’Drong, suối DaBrian. Các suối này có nước quanh năm phục vụ cho sản xuất nông nghiệp
- Hệ thống suối Đại Bình: Phân bố chủ yếu ở phía nam Quốc lộ 20, bắt nguồn từ dãy núi cao ở phía nam và tây Bảo Lộc. Các phụ lưu gồm: suối DaLab, suối Tân Hồ, suối Đại Bình có lượng nước phong phú, có thể sử dụng làm nguồn nước tưới ổn định cho thung lũng Đại Bình
- Hệ thống suối Đamb’ri: Là vùng đầu nguồn của suối ĐamB’ri, phân bố tập trung ở xã ĐamB’ri, phần lớn các nhánh suối chỉ có nước vào mùa mưa. Suối ĐamB’ri có nhiều ghềnh thác, trong đó có thác Đamb’ri là cảnh quan có giá trị rất lớn về du lịch
- Nước ngầm: Nhìn chung khu vực Bảo Lộc có trữ lượng nước ngầm khá, chất lượng nước tương đối tốt có thể vừa phục vụ cho sinh hoạt vừa phục vụ cho sản xuất nông nghiệp và công nghiệp.

## Hành chính
Thành phố Bảo Lộc có 11 đơn vị hành chính cấp xã trực thuộc, bao gồm 6 phường: 1, 2, B'Lao, Lộc Phát, Lộc Sơn, Lộc Tiến và 5 xã: Đại Lào, Đamb'ri, Lộc Châu, Lộc Nga, Lộc Thanh với 120 thôn, buôn, xóm, tổ dân phố.
| \| Tên \| Diện tích năm 2022 (km²) \| Dân số năm 2022 (người) \| Mật độ (người/km²) \| \| -------------- \| ------------------------ \| ----------------------- \| ------------------ \| \| Phường (6) \| \| \| \| \| Phường 1 \| 4,33 \| 16.717 \| 3.860 \| \| Phường 2 \| 6,69 \| 28.653 \| 4.282 \| \| B'Lao \| 5,30 \| 14.541 \| 2.743 \| \| Lộc Phát \| 25,64 \| 23.519 \| 917 \| \| Lộc Sơn \| 12,20 \| 23.199 \| 1.901 \| \| Lộc Tiến \| 13,09 \| 17.938 \| 1.370 \| \| Xã (5) \| \| \| \| \| Đại Lào \| 60,57 \| 14.032 \| 231 \| \| Đamb'ri \| 33,10 \| 10.967 \| 331 \| \| Lộc Châu \| 35,32 \| 20.829 \| 589 \| \| Lộc Nga \| 16,22 \| 12.382 \| 763 \| \| Lộc Thanh \| 21,49 \| 13.311 \| 619 \| \| Toàn thành phố \| 233,95 \| 196.088 \| 838 \| |                          |                         |                    |
| Tờ trình số 175/TTr-SNV về việc phê duyệt Đề cương nhiệm vụ và Dự toán kinh phí xây dựng Đề án sắp xếp đơn vị hành chính cấp huyện, cấp xã giai đoạn 2023 – 2025 trên địa bàn tỉnh Lâm Đồng |                          |                         |                    |
| Tên | Diện tích năm 2022 (km²) | Dân số năm 2022 (người) | Mật độ (người/km²) |
| Phường (6) |                          |                         |                    |
| Phường 1 | 4,33                     | 16.717                  | 3.860              |
| Phường 2 | 6,69                     | 28.653                  | 4.282              |
| B'Lao | 5,30                     | 14.541                  | 2.743              |
| Lộc Phát | 25,64                    | 23.519                  | 917                |
| Lộc Sơn | 12,20                    | 23.199                  | 1.901              |
| Lộc Tiến | 13,09                    | 17.938                  | 1.370              |
| Xã (5) |                          |                         |                    |
| Đại Lào | 60,57                    | 14.032                  | 231                |
| Đamb'ri | 33,10                    | 10.967                  | 331                |
| Lộc Châu | 35,32                    | 20.829                  | 589                |
| Lộc Nga | 16,22                    | 12.382                  | 763                |
| Lộc Thanh | 21,49                    | 13.311                  | 619                |
| Toàn thành phố | 233,95                   | 196.088                 | 838                |

## Lịch sử
Trước đây, vùng đất Bảo Lộc bao gồm cả các huyện Bảo Lâm, Đạ Tẻh, Cát Tiên, Đạ Huoai và một phần tỉnh Đồng Nai bây giờ, là địa bàn cư trú của người Mạ. Năm 1899, Thực dân Pháp đã đặt chân đến vùng này đồng thời vạch ra một con đường nối liền với Bình Thuận. Ngày 1 tháng 1 năm 1899, Pháp thành lập tỉnh Đồng Nai Thượng, tỉnh lỵ đặt tại Djiring. Năm 1905, cả vùng Đồng Nai Thượng được sáp nhập vào tỉnh Bình Thuận.
Năm 1920, tỉnh Đồng Nai Thượng được tái lập, bao gồm 3 quận B’Lao (Bảo Lộc), Djiring (Di Linh) và Dran - Fyan (Đơn Dương), với diện tích bao trùm cả cao nguyên Di Linh, Bảo Lộc và một phần của cao nguyên Lâm Viên.
Năm 1958, chính phủ Việt Nam Cộng hòa đổi tên tỉnh Đồng Nai Thượng thành tỉnh Lâm Đồng. Đồng thời tách quận Dran sáp nhập vào tỉnh Lâm Viên và đặt thành tỉnh Tuyên Đức. Lâm Đồng lúc này còn hai quận là B’Lao và Djiring, tức toàn bộ vùng đất nằm trên cao nguyên Di Linh, Bảo Lộc. Ngày 30 tháng 11 năm 1958, B’Lao được đổi tên thành Bảo Lộc và được chọn làm tỉnh lỵ của tỉnh Lâm Đồng và công việc kiến thiết mở mang đô thị mới cũng bắt đầu phát triển mạnh từ thời gian này.
Quận Bảo Lộc gồm 12 xã: Thiện Lạc, Quần Lạc, Châu Lạc, An Lạc, Tân Lạc, Tân Thành, Tân Phát, B'Sar, Madagouil, Tân Đồn, Tân Lú và Tân Rai.
Sau năm 1975, Bảo Lộc là tên huyện của tỉnh Lâm Đồng hợp nhất, khi đó gồm 2 thị trấn: B'Lao, Ma Đa Guôi; 2 thị trấn nông trường: Đạ Mré, Đạ Tẻh và 21 xã: Đạ Kho, Đạ Lây, Đạ Mri, Đạ Plơa, Đạ Oai, Đạ Tẻh, Lộc An, Lộc Bắc, Lộc Châu, Lộc Lâm, Lộc Nam, Lộc Nga, Lộc Ngãi, Lộc Phát, Lộc Sơn, Lộc Tân, Lộc Thắng, Lộc Thanh, Lộc Thành, Lộc Tiến, Ma Đa Guôi.
Ngày 14 tháng 3 năm 1979, Hội đồng Chính phủ ban hành Quyết định số 116-CP về việc chia huyện Bảo Lộc thành huyện Bảo Lộc và huyện Đạ Huoai.
Huyện Bảo Lộc còn lại thị trấn Bảo Lộc (B'Lao) và 14 xã: Lộc An, Lộc Bắc, Lộc Châu, Lộc Lâm, Lộc Nam, Lộc Nga, Lộc Ngãi, Lộc Phát, Lộc Sơn, Lộc Tân, Lộc Thắng, Lộc Thanh, Lộc Thành, Lộc Tiến.
Ngày 28 tháng 3 năm 1983, Hội đồng Chính phủ ban hành Quyết định số 22-HĐBT về việc chia xã Lộc Ngãi thành xã Lộc Ngãi và xã Lộc Đức.
Huyện Bảo Lộc có thị trấn B'Lao và 15 xã: Lộc Tân, Lộc Tiến, Lộc Sơn, Lộc Phát, Lộc Châu, Lộc Thanh, Lộc Nga, Lộc Thắng, Lộc Lâm, Lộc Bắc, Lộc Ngãi, Lộc Đức, Lộc An, Lộc Thành, Lộc Nam.
Ngày 11 tháng 7 năm 1994, Chính phủ Nghị định số 65-CP về việc:
- Chia huyện Bảo Lộc thành thị xã Bảo Lộc và huyện Bảo Lâm.
- Thành lập thị xã Bảo Lộc trên cơ sở tách thị trấn B'Lao; 6 xã: Lộc Châu, Lộc Nga, Lộc Phát, Lộc Sơn, Lộc Thanh, Lộc Tiến và thôn Đamb'ri, xã Lộc Tân thuộc huyện Bảo Lộc.
- Thành lập 3 phường: 1, 2 và B'Lao trên cơ sở giải thể thị trấn B'Lao.
- Chuyển 3 xã: Lộc Phát, Lộc Sơn, Lộc Tiến thành 3 phường có tên tương ứng.
- Thành lập xã Đamb'ri trên cơ sở thôn Đamb'ri của xã Lộc Tân.

Sau khi thành lập, thị xã Bảo Lộc có 24.740 hécta diện tích tự nhiên và 118.346 nhân khẩu; có 10 đơn vị hành chính trực thuộc, bao gồm 6 phường: 1, 2, B'Lao, Lộc Phát, Lộc Sơn, Lộc Tiến và 4 xã: Đamb'ri, Lộc Châu, Lộc Nga, Lộc Thanh.
Ngày 18 tháng 6 năm 1999, Chính phủ ban hành Nghị định số 38/1999/NĐ-CP về việc chia xã Lộc Châu thành xã Lộc Châu xã Đại Lào.
Ngày 11 tháng 3 năm 2009, Bộ Xây dựng ban hành Quyết định số 225/QĐ-BXD về việc công nhận thị xã Bảo Lộc là đô thị loại III.
Ngày 8 tháng 4 năm 2010, Chính phủ ban hành Nghị quyết số 19/NQ-CP về việc thành lập thành phố Bảo Lộc thuộc tỉnh Lâm Đồng trên cơ sở toàn bộ thị xã Bảo Lộc.
Thành phố Bảo Lộc có diện tích tự nhiên 23.256,28 ha và 153.362 nhân khẩu; có 11 đơn vị hành chính cấp xã, bao gồm 6 phường: 1, 2, Lộc Phát, Lộc Tiến, B’Lao, Lộc Sơn và 5 xã: Đamb'ri, Lộc Thanh, Lộc Nga, Lộc Châu, Đại Lào.
Ngày 12 tháng 6 năm 2025, Quốc hội ban hành Nghị quyết số 1671/NQ-UBTVQH15 về việc sắp xếp đơn vị hành chính cấp xã của tỉnh Lâm Đồng mới theo mô hình 2 cấp (bỏ cấp huyện). Theo đó, từ ngày 1 tháng 7 năm 2025, các phường mới được thành lập bao gồm:
- Phường 1 Bảo Lộc được thành lập từ việc sắp xếp phường 1, phường Lộc Phát và xã Lộc Thanh
- Phường 2 Bảo Lộc được thành lập từ việc sắp xếp phường 2, xã Lộc Tân và xã Đamb'ri
- Phường 3 Bảo Lộc  được thành lập từ việc sắp xếp phường Lộc Tiến, xã Lộc Châu và xã Đại Lào
- Phường B'Lao được thành lập từ việc sáp nhập phường Lộc Sơn và xã Lộc Nga với phường B'Lao cũ.

## Kinh tế

### Nông nghiệp
Đất Bảo Lộc là vùng chuyên canh trà, cà phê và dâu tằm. Các cây ăn trái của Bảo Lộc cũng rất phong phú, trong đó có những loại cây đặc sản như: bơ, sầu riêng, mít tố nữ...
Bảo Lộc cũng là vùng có tiềm năng lớn để phát triển chăn nuôi bò sữa, dê.

### Công nghiệp

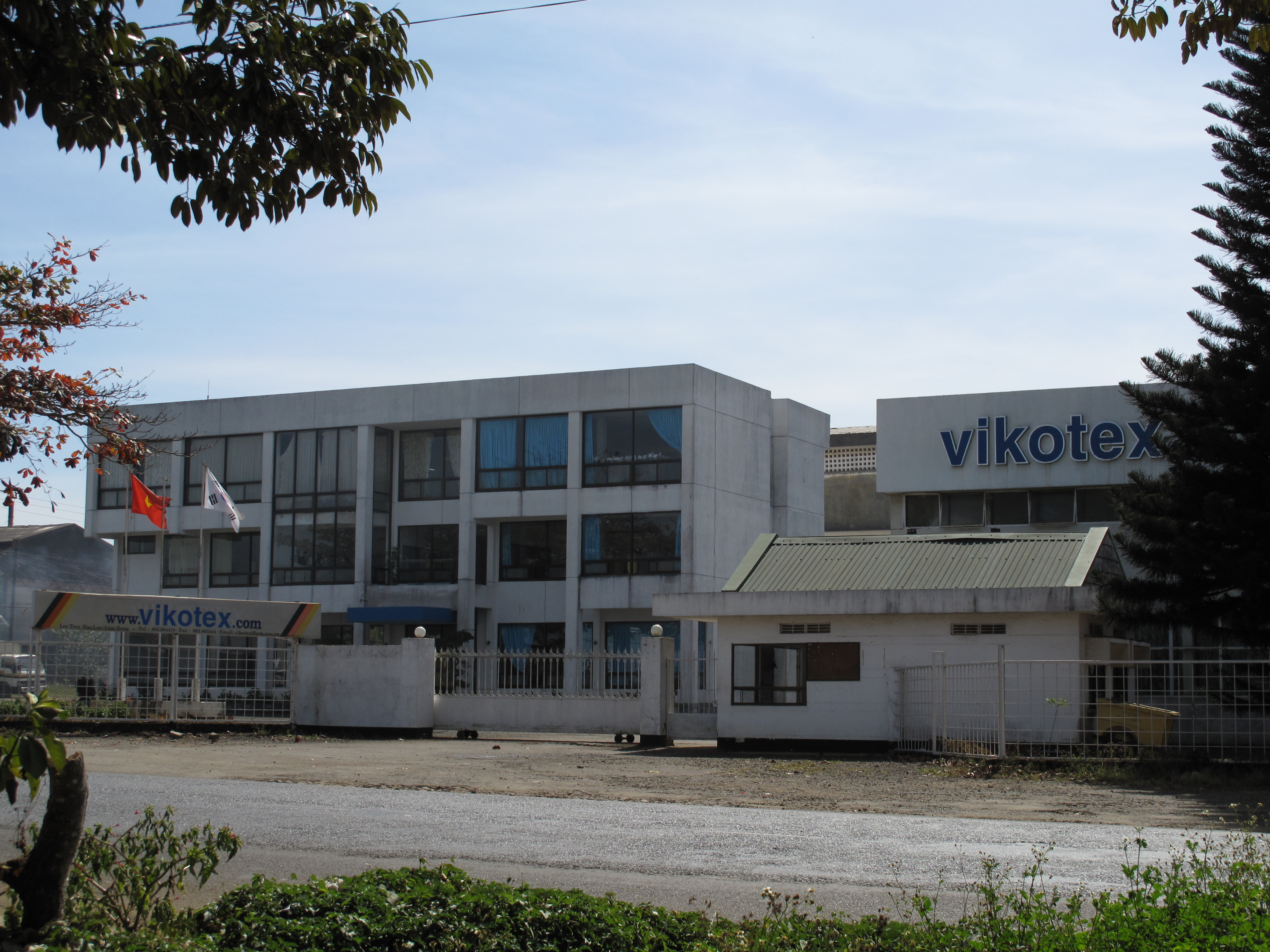
Nhà máy dệt lụa Vikotex

Công nghiệp của thành phố Bảo Lộc chiếm trên 40% tỉ lệ công nghiệp của cả tỉnh Lâm Đồng, bao gồm các ngành chế biến như: trà, cà phê, xe tơ, dệt, may mặc,... Các nhà máy, xí nghiệp tập trung ở khu công nghiệp Lộc Sơn thuộc phường 2 và khu vực xã Đại Lào.
Bảo Lộc là thủ phủ của ngành Dâu tằm tơ, có các nhà máy chế biến tơ tằm, ươm tơ dệt lụa nổi tiếng như nhà máy se tơ dệt lụa tơ tằm Á châu.
Bảo Lộc có tiềm năng lớn về phát triển ngành khai thác và chế biến khoáng sản. Tại đây có trữ lượng lớn bô xít và cao lanh, trong đó bô xít có khoảng 378 triệu tấn với trữ lượng loại C1 (có hàm lượng Al2O3= 44,69%; SiO2= 6,7%) là 209 triệu tấn.

## Văn hóa
Lễ hội văn hoá Trà và Cà Phê Lâm Đồng (định kỳ 2 năm tổ chức một lần).

## Du lịch

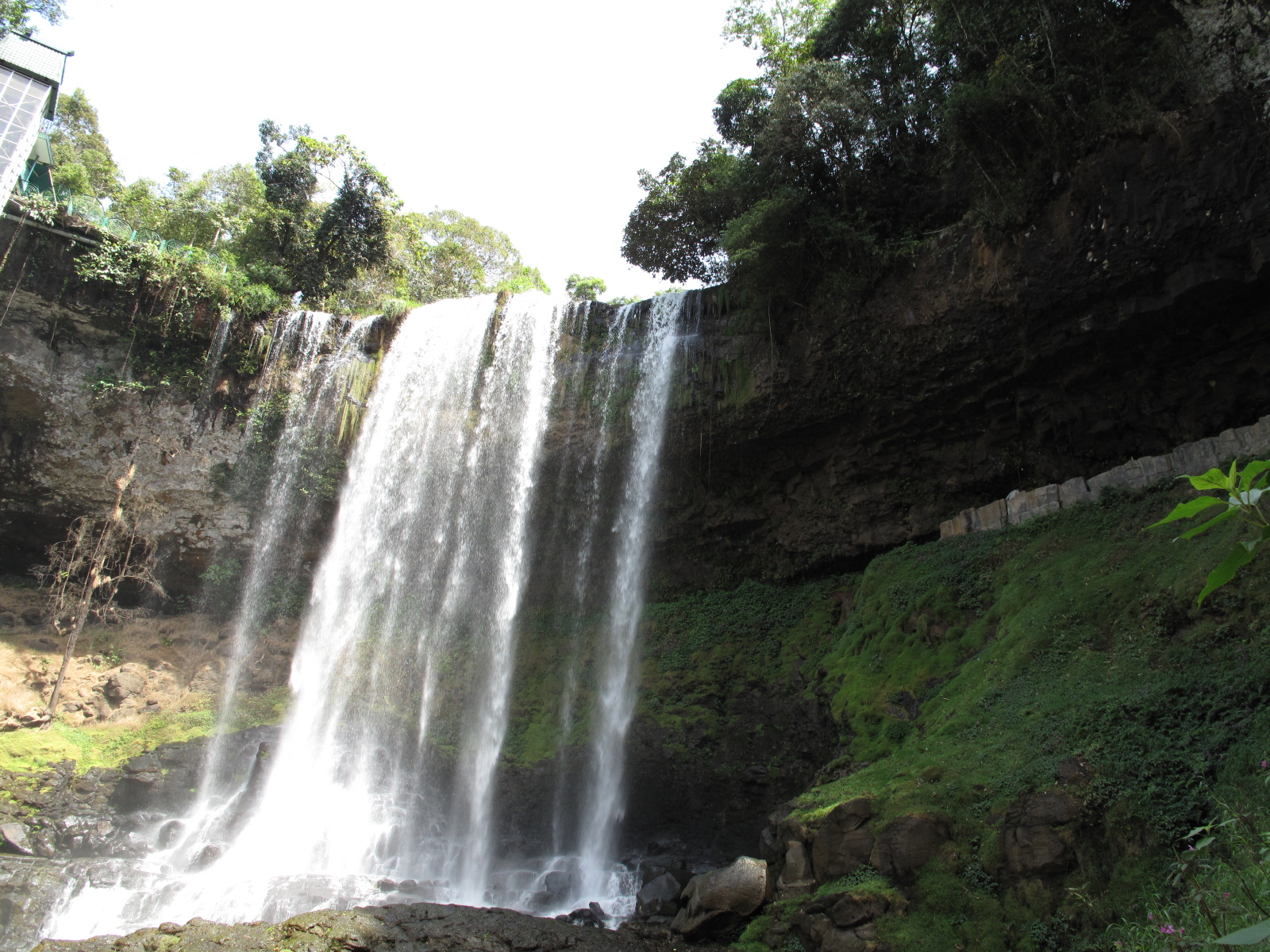
Thác Đamb'ri

Do có khí hậu mát mẻ quanh năm nên đây là nơi lý tưởng để xây dựng các khu du lịch nghỉ dưỡng. Bảo Lộc có nhiều địa danh nổi tiếng như: Thác Đamb'ri,  núi Đại Bình, hồ Nam Phương, suối Đá Bàn,...
Khu du lịch Đamb'ri nổi tiếng với thác nước hùng vĩ cao 57m và các cánh rừng nguyên sinh, là nơi có thể nghỉ dưỡng, cắm trại... Tuy nhiên khoảng từ 1995 – 2006, Đamb'ri không thu hút nhiều khách du lịch do không được đầu tư nhiều. Năm 2007, Đamb'ri có nhiều bước đột phá mới do có nguồn đầu tư từ Công ty Tâm Châu sau khi Công ty du lịch thác Đamb'ri được cổ phần hoá. Năm 2010, máng trượt dài nhất Đông Nam Á được chính thức ra mắt tại Đamb'ri.

## Giao thông
Trên địa bàn thành phố có 2 tuyến quốc lộ chạy ngang là Quốc lộ 20 và Quốc lộ 55.